# Casa Ballester
La Casa Ballester és un edifici d'habitatges a la Plaça d'Alfons XII de la ciutat de Tortosa protegit com a bé cultural d'interès local. El projecte original, firmat a Tortosa el juny del 1911 per J. Muntadas, és de tres plantes elevades i mirador a la primera planta. Les modificacions posteriors deixaren l'edifici en el seu aspecte actual, que conserva la major part de les característiques del projecte original. La Plaça d'Alfons XII va ser edificada en la mateixa època (1890-1910), conservant els seus edificis una unitat que cal mantenir.

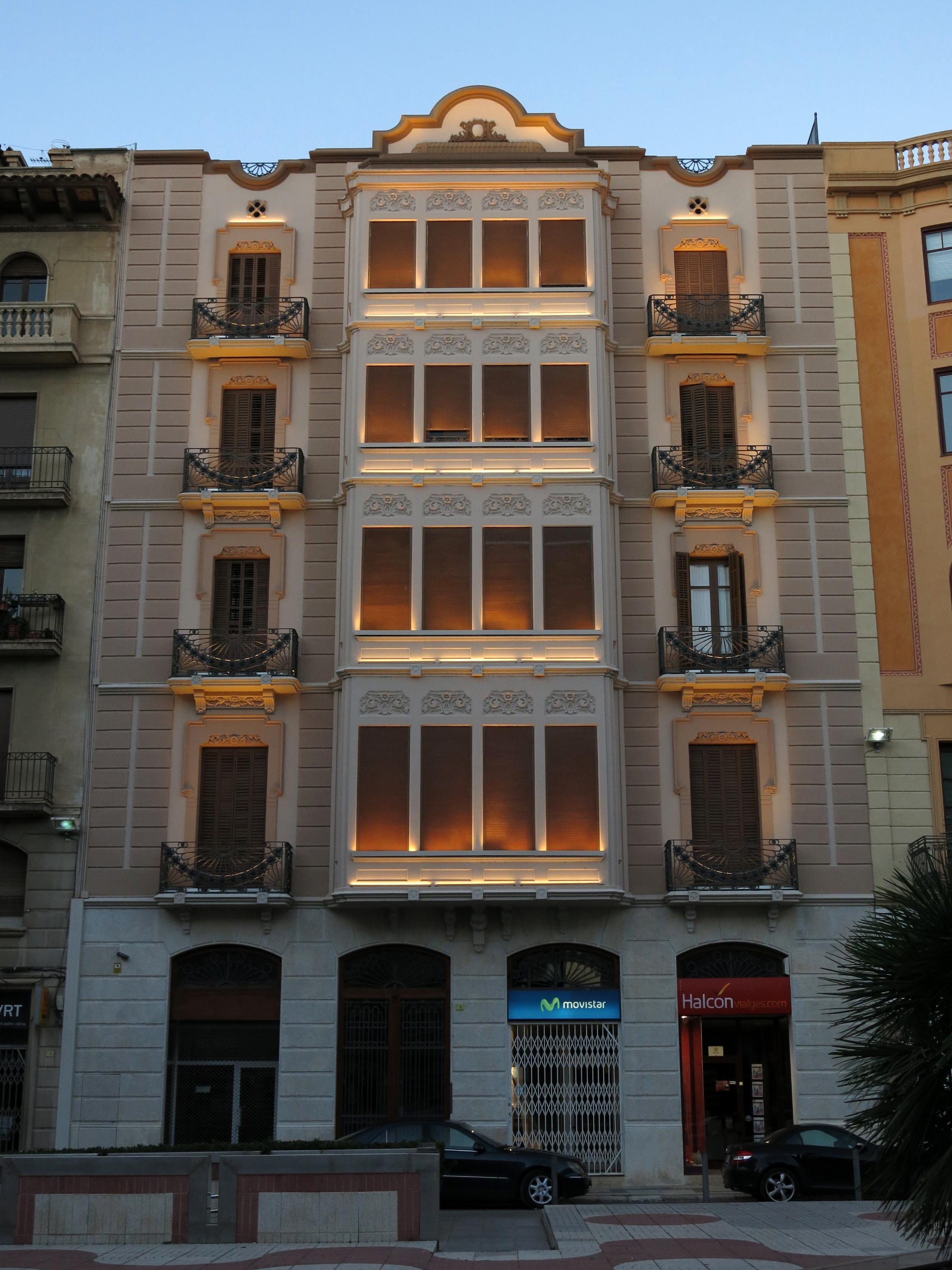
L'edifici il·luminat al capvespre

És un edifici d'habitatges entre parets mitgeres, de planta baixa i quatre pisos. La façana és ordenada segons un eix de simetria central, amb quatre portals d'arc rebaixat a la planta baixa. En sobresurt el volum del mirador central, rectangular, que ocupa l'alçada dels quatre pisos i a cada costat, sobre l'eix vertical, hi ha quatre balcons amb emmarcament per trencaaigües amb baranes de forja artística (motius florals). El remat, format per una motllura, és de traçat curvilini centrat en l'eix de simetria i dona lloc, sobre els eixos dels buits laterals, a dues baranes de forja semicirculars a nivell del terrat. El parament és arrebossat, formant encoixinats. Hi ha ornaments florals sobre els buits, sobretot al mirador, i basament de pedra a la planta baixa. La distribució és de dos habitatges per planta.